# 자넷 누녜즈
자넷 마리 누네즈(Jeanette Marie Nuñez, 1972년 6월 6일 ~ )은 미국의 정치인으로 제20대 미국 플로리다주 부지사이다.

## 학사
- 플로리다 국제 대학교 인문사회 학사
- 플로리다 국제 대학교 행정학 석사

## 경력
- 2010.11 ~ 2012.11 제84대 플로리다주 제112선거구 하원의원
- 2012.11 ~ 2018.11 제85·86·87대 플로리다주 제119선거구 하원의원
- 2016.11 ~ 2018.11 플로리다 하원 임시의장
- 2019.01 ~ 2025.02 제20대 플로리다 부지사
- 2025.02 ~ 제7대 플로리다 국제 대학교 총장

## 역대 선거 결과
| 선거명      | 직책명                          | 대수 | 정당   | 득표율 | 득표수      | 결과 | 당락                 |
| ----------- | ------------------------------- | ---- | ------ | ------ | ----------- | ---- | -------------------- |
| 2010년 선거 | 하원의원 (플로리다 제112선거구) | 84대 | 공화당 | 55.70% | 19,390표    | 1위  | 플로리다 주의원 당선 |
| 2012년 선거 | 하원의원 (플로리다 제119선거구) | 85대 | 공화당 | 99.95% | 34,077표    | 1위  | 플로리다 주의원 당선 |
| 2014년 선거 | 하원의원 (플로리다 제119선거구) | 86대 | 공화당 | 61.08% | 18,564표    | 1위  | 플로리다 주의원 당선 |
| 2016년 선거 | 하원의원 (플로리다 제119선거구) | 87대 | 공화당 | 56.99% | 35,068표    | 1위  | 플로리다 주의원 당선 |
| 2018년 선거 | 플로리다 부지사                 | 20대 | 공화당 | 49.59% | 4,076,186표 | 1위  | 플로리다 부지사 당선 |
| 2022년 선거 | 플로리다 부지사                 | 20대 | 공화당 | 59.37% | 4,614,210표 | 1위  | 플로리다 부지사 당선 |